# دولنی میخولوپی
دولنی میخولوپی (به چکی: Dolní Měcholupy) یک منطقهٔ مسکونی در جمهوری چک است که در پراگ واقع شده‌است. دولنی میخولوپی ۱٬۷۸۸ نفر جمعیت دارد.